# Els Mulders
Elizabeth Maria (Els) Mulders ook Els Beerens-Mulders (Tiel, 17 augustus 1935 – Tilburg, 26 september 2014) was een Nederlandse balletdanseres, balletpedagoge, choreografe en ballet- en danspromotor.

## Leven en werk
Mulders groeide op in 's-Hertogenbosch. In Amsterdam volgde ze haar opleiding aan de Dansacademie Jennifer Rodes. Ze behaalde in 1960 haar staatsdiploma klassiek ballet in Den Haag. Daarna volgde ze balletopleidingen in Londen en Parijs, bij het Ballet der Lage Landen, bij Mascha ter Weeme, bij Philip Nasta en bij de dansvakopleiding van het Brabants Conservatorium.
Na balletpedagoge te zijn geweest in 's-Hertogenbosch begon zij in de vijftiger jaren van de 20e eeuw de Tilburgse Balletschool, "Ecole de Ballet" die uitgroeide tot 450 leerlingen. Deze school fuseerde in 1970 met de Tilburgse Muziekschool waar Mulders hoofd van de afdeling Ballet werd. In 1980 werd zij adjunct-directeur Dans van de Tilburgse Muziekschool. Van 1971 tot 1979 was zij docente klassiek ballet aan de vooropleiding van de Dansvakopleiding aan het Brabants Conservatorium.
Zij maakte diverse choreografieën en studeerde dansen in voor films, openluchtspelen, operettes en opera's zoals de Midzomernachtsdroom (1967), Aïda (1971), De Bossche Omgang, De Kattenstoet Ieper, Reynaert de Vos, De Kikvorst (1978) en de eerste Tilburgse revues. In 1975 richtte ze dansgroep Passo Mezo op. Daarnaast stond ze in 1994 aan de wieg van de MusicAllFactory van het Factorium. Bij het Factorium werd zij in 1995 opgevolgd door Agaath Verspeten. Mulders heeft de amateurdans in Tilburg een toonaangevende plek gegeven. In 1995 werd zij benoemd tot Ridder in de Orde van Oranje-Nassau. Ook werd zij onderscheiden met de Legpenning Cultuur van het Koninkrijk België.
Mulders was getrouwd en had twee kinderen. Zij overleed in 2014 in haar woonplaats Tilburg op 79-jarige leeftijd.